# Cristóbal de Acuña
Cristóbal de Acuña SJ (ur. 1597 w Burgos, zm. ok. 1676 w Limie) – hiszpański jezuita, misjonarz, badacz Ameryki Południowej.

## Życiorys
De Acuña urodził się w Burgos w 1597. W 1612 wstąpił do jezuitów. Został wysłany jako misjonarz do Nowego Świata. Pracował na terenach dzisiejszego Paragwaju, Chile i Peru. Został rektorem kolegium jezuickiego w Cuenca w Ekwadorze. W 1638 towarzyszył Pedrowi de Teixeira w podróży w dół Amazonki. Podróż trwała dziesięć miesięcy. Po przybyciu do Belém De Acuña opisał podróż w dziele Nuevo Descubrimiento del Gran Río de las Amazonas pierwszym wydrukowanym opisie Amazonii. Książka wydana w Hiszpanii w 1941 roku została niechętnie przyjęta przez dwór madrycki. Król Filip IV Habsburg obawiał się, iż informacje zawarte w opisie, mogą zostać użyte przez Portugalczyków, którzy w 1640 oswobodzili się spod dominacji hiszpańskiej. Francuskie tłumaczenie opisu opublikowano w 1682, angielskie w 1698.
De Acuña został prokuratorem jezuitów w Rzymie, następnie cenzorem inkwizycji w Madrycie. W końcu powrócił do Ameryki, gdzie zmarł po 1675. Był pierwszym Europejczykiem, który opisał Casiquiare, łączący Amazonkę i Orinoko.

## Dzieła
- Nuevo Descubrimiento del Gran Río de las Amazonas, Madryt 1641